# Niziny (powiat buski)
Niziny – wieś w Polsce, położona w województwie świętokrzyskim, w powiecie buskim, w gminie Tuczępy.
| SIMC    | Nazwa      | Rodzaj    |
| ------- | ---------- | --------- |
| 0275369 | Czworaki   | część wsi |
| 0275375 | Gajówka    | kolonia   |
| 0275381 | Młyńczyska | osada     |
| 0275398 | Nowa Wieś  | kolonia   |

W latach 1954–1959 wieś należała i była siedzibą władz gromady Niziny, po jej zniesieniu w gromadzie Koniemłoty. W latach 1975–1998 miejscowość należała administracyjnie do województwa kieleckiego.

## Dawne części wsi – obiekty fizjograficzne
W latach 70. XX wieku przyporządkowano i opracowano spis lokalnych części integralnych dla Nizin.
| Nazwy części wsi | Nazwy obiektów fizjograficznych – charakter obiektu |
| ---------------- | --- |
| 1. Czworaki      | 1. Hektary — pole 2. Krzemieniec — pole 3. Moczydła — pole 4. Niziński Las — las 5. Nowiny — pole 6. Pisarka — pole 7. Podlaski — pole 8. Przed Domami — pole 9. Wschodnia — pole, łąka |

## Historia
Po raz pierwszy nazwa wsi pada w 1433 roku podczas sporów sądowych o dziesięcinę z tej wsi. Pierwszym zanotowanym właścicielem był Wojciech z Nizin. Według Jana Długosza wieś w połowie XV wieku należał do rodziny Szczepieckich (Mikołaj Szczepiecki). Nazwa pochodzi od nizinnego ukształtowania terenu. W 1579 roku część wsi należała do Katarzyny Zielińskiej, druga część należała do Jakuba Krassowskiego. We wsi mieszkało jedenastu kmieci na pięciu i pół łanie ziemi oraz dwie rodziny zagrodników z ziemią i cztery rodziny zagrodnicze bez ziemi. Wieś zamieszkiwało też trzech komorników oraz jedna rodzina rzemieślników.
W 1827 roku wieś liczyła 29 domów i 276 mieszkańców. W końcu XIX wieku wieś należała do gminy Oględów. We wsi odnotowano w końcu XIX wieku młyn amerykański, pokłady kamienia i torfu. Wieś w tym czasie miała 58 samodzielnych gospodarzy na 395 morgach ziemi.

## Zabytki
- Młyńczyska – siedlisko to powstało przy młynie wodnym zbudowanym około 1850r, stąd też jego nazwa. Znajdujący się tam młyn pomimo swojego sędziwego wieku – przekroczył 150 lat, istnieje i ma się dobrze, jest wyposażony (większość urządzeń pochodzi sprzed II wojny Światowej) – chociaż teraz funkcjonuje jedynie jako lokalne muzeum.
- Kościół Św.Stanisława b.m zbudowano w latach 1977-1978, poświęcił go 10 X 1978 r. bp Jan Gurda. Dnia 28 XII 1981 r. bp Stanisław Szymecki erygował parafię, wydzieloną z parafii w Tuczępach.
- aleja starych lip i kasztanów to aleją można było dotrzeć do dworku rodziny Radziwiłłów. Dworek został rozebrany,a pamiątka uwieczniającą w pamięci mieszkańców istnienie dworka jest właśnie aleja starych lip i kasztanów.
- młyn z początku XX w.Należał do majątku rodziny Radziwiłłów.

## Literatura
1. Kaczmarek Leon (red. nauk. zeszytu), Taszycki Witold (red. nauk. wyd.): Urzędowe Nazwy miejscowości i obiektów fizjograficznych. 33. Powiat staszowski województwo kieleckie. Komisja ustalania nazw miejscowości i obiektów fizjograficznych (do użytku służbowego). Z: 33. Warszawa: Urząd Rady Ministrów. Biuro do Spraw Prezydiów Rad Narodowych, 1970. Brak numerów stron w książce